# Mortoniella quinuas
Mortoniella quinuas är en nattsländeart som beskrevs av Harper och Turcotte 1985. Mortoniella quinuas ingår i släktet Mortoniella och familjen stenhusnattsländor. Inga underarter finns listade i Catalogue of Life.